# Ruota dell'esistenza
La Ruota dell'esistenza (sanscrito: भवचक्र bhavacakra; pali: bhavacakka; tibetano: སྲིད་པའི་འཁོར་ལོ་ srid pa'i 'khor lo; cinese: 有輪 yǒulún; giapponese:有輪 urin, coreano 유륜 yuryun; vietnamita: hữu luân) è una rappresentazione iconografica di alcuni principi di base del Buddismo.

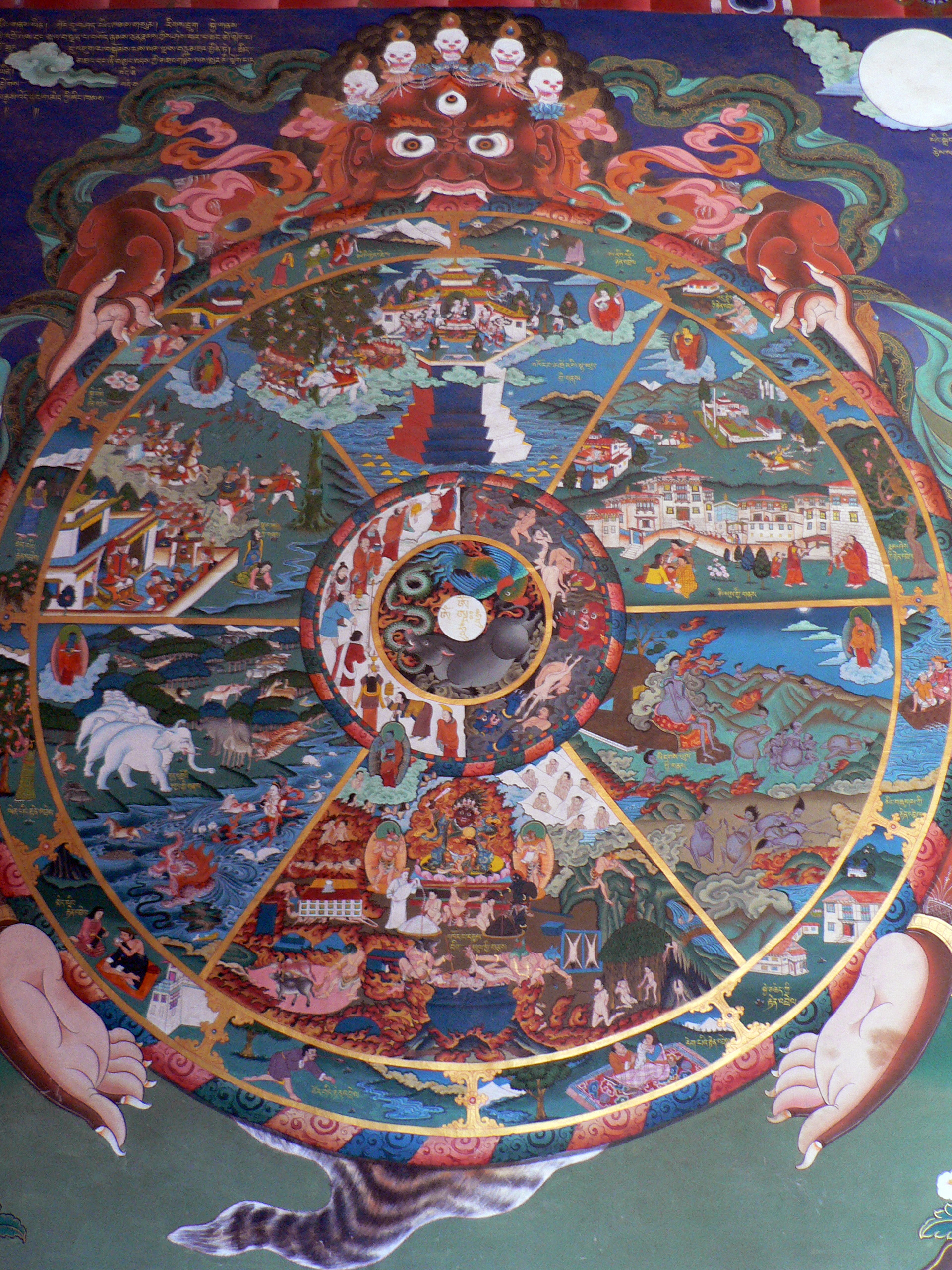
Dipinto tibetano tradizionale che mostra la Bhavacakra, la ruota dell'esistenza con i sei mondi, e al centro i regni del Samsara.

Nota anche come ruota del divenire o ruota del tempo, è diffusa sia nel buddismo Theravada che Mahayana e Vajrayana. Usualmente viene dipinta sui muri esterni dei templi e serve come supporto visivo all'insegnamento di base.
Si compone di vari anelli e raggi, in cui si esemplificano i meccanismi del Saṃsāra, che possono essere interpretati sia sul piano psicologico che fisico.
I principî esposti sono quelli dei tre veleni, dei sei mondi e dei dodici elementi della coproduzione condizionata.
Il termine Bhavacakra può essere anche tradotto come "ciclo degli stati mentali" e quindi letto come un diagramma di sintesi della psicologia buddista, specificamente del Buddismo Vajrayāna: ognuno dei quattro cerchi concentrici interagisce con gli altri in un processo analogo alla ruminazione e al default mode network attualmente studiati dalle neuroscienze. In tale chiave interpretativa le pratiche contemplative e le moderne pratiche MBI (mindfulness based interventions) avrebbero la funzione di rallentare i meccanismi iterativi rappresentati in questa iconografia.

## I tre veleni
Al centro della ruota si trova la rappresentazione dei Tre veleni (sanscrito: mulakleśa; cinese: 三毒 Sāndú): la cupidigia (sanscrito: tṛṣṇā, cinese: 貪 tān), l'odio (sanscrito: dveṣa; cinese: 瞋 chēn) e l'ignoranza (sanscrito: avidyā; cinese: 無明 wúmíng o 痴), rese iconograficamente come, rispettivamente, un gallo, un serpente e un cinghiale. Usualmente ciascuno morde la coda dell'altro, a significare che ciascuna passione velenosa produce le altre in una spirale in cui alimentare una di queste non permette di liberarsi delle altre.
Attorno alla rappresentazione dei tre veleni si trova un anello diviso in una metà nera e una metà bianca. Al suo interno in senso orario si trovano varie rappresentazioni del corpo umano, dal feto alla piena maturità alla vecchiaia. Il numero e il significato di queste varia in base alle varie tradizioni iconografiche. Spesso nella parte nera si vedono demoni che tormentano mentre talora nella parte bianca è rappresentato un Bodhisattva in atteggiamento di aiuto.

## I sei mondi
La Ruota dell'esistenza è quindi divisa in sei spicchi, in cui in senso orario si susseguono le rappresentazioni di sei diversi "mondi". Questi possono essere presi sia in senso letterale che in senso figurato a rappresentare stati mentali diversi.

### Il mondo deiDeva
I Deva (sanscrito देव; 天 cinese tiān, coreano: cheon, giapponese: ten, vietnamita: thiên, tibetano: lha) sono gli "Dei" nei loro "paradisi". A differenza degli Dei conosciuti nei monoteismi, nel buddismo gli Dei non sono dei creatori, né onniscienti, né onnipotenti, né perfetti, né rappresentazioni di princìpi superiori. Sono privi pertanto di quegli attributi che in un contesto giudaico-cristiano-islamico sono ritenuti tipici e caratteristici della divinità, ma sono anche diversi dagli Dei del politeismo e della monolatria o dell'enoteismo.

I mondi in cui vivono sono divisi in tre diversi gradi: il superiore, Arupa-Dhatu, è senza forma, il mediano, Rupa-Dhatu, comprende i deva dotati di forma fisica, mentre l'inferiore, Kama-Dhatu hanno sia forma fisica che passioni. Il Kama-Dhatu comprende in effetti anche tutti i restanti cinque mondi inferiori che qui sono trattati.
Sia lo stato "senza forma" che quello dotato di "forma" comprendono numerosi paradisi. L'esistenza come Deva è caratterizzata nei paradisi inferiori da enormi piaceri sensoriali, alternati alla continua necessità di doversi difendere dagli attacchi degli inferiori Asura; nei paradisi superiori, invece, i Deva trascorrono una vita lunghissima, in uno stato di profonda meditazione, quasi d'incoscienza, che impedisce loro di provare il piacere quanto il dolore. 
Generalmente i Deva sono soliti scambiare la loro lieta esistenza per l'autentica liberazione dal dolore, mentre in queste condizioni si è praticamente impossibilitati a compiere azioni karmicamente fruttifere. Pertanto, una volta terminato il ciclo di retribuzione dei meriti, sono destinati a rinascere in condizioni inferiori. 
 Nel Theravada, i praticanti umani che raggiungono lo stato di anāgāmī (che non ritornano), dopo la morte rinasceranno in uno dei mondi celesti come deva, da dove però conseguiranno il nibbāna. Nel Mahayana i deva sono obbligati a rinascere nei paradisi inferiori per divenire dei Buddha.
Solo nei paradisi inferiori, infatti, frequentati dai Bodhisattva, è possibile ottenere insegnamenti e produrre azioni che possano condurre alla Liberazione.

### Il mondo degliasura
Gli Asura (Tibetano: Lha.ma.yin; 阿修羅 cinese: Axiuluo, giapponese: Ashura) sono dei semi-dei o demoni. Pervasi da passioni e da gioie di grado superiore a quelle umane vivono nei mondi degli dei nella stessa relazione con cui gli animali vivono nel mondo degli umani. Generalmente sono destinati a rinascere in condizioni inferiori, a causa del karma negativo accumulato per colpa dell'invidia verso i Deva, che li divora e impedisce loro di rallegrarsi di ciò che possiedono.

Tra le varie classi di asura ci sono i Gandharva, le Apsaras, gli Yakṣa, i Kimnara e i Rākṣasaḥ.

### Il mondo umano
Il mondo umano è il solo che permetta direttamente la liberazione dalla ruota dell'esistenza. Gli umani fanno esperienza sia del dolore che del piacere, ma non sono intossicati da nessuno dei due (come accade invece agli esseri superiori o a quelli dei mondi infernali); questo fa sì che nel mondo umano il libero arbitrio sia ben superiore che negli altri mondi. Pertanto una rinascita in questo mondo, e particolarmente in luoghi dove sia possibile ascoltare il Dharma è considerata molto importante. Ancor più se temporalmente coincide con la presenza fisica di un Buddha.

### Il mondo animale
Il mondo animale è fisicamente compresente con quello umano, e le relazioni tra animali e uomini corrispondono a quelle tra deva e asura. Una rinascita animale è possibile se in una vita precedente si è stati particolarmente propensi ad assecondare senza moderazione i propri capricci, i propri desideri, i propri sensi.

Nel mondo animale si possono avere molteplici esperienze, ma generalmente si è condannati dalla propria scarsa intelligenza ad essere soggetti alla fame e alla sete, alle intemperie, ad essere asserviti agli umani, nonché ad essere soggetti alla legge del più forte, per la quale gli animali si combattono e si divorano l'un l'altro.
In quanto privi di volontà gli animali non producono karma, ovvero non sono responsabili dei loro gesti né tenuti a pagarne le conseguenze.

### Il mondo deipreta
I preta प्रेत (sanscrito; pāli: peta; tibetano yi.dvags; 饿鬼 cinese: ègui, giapponese: gaki) sono esseri senzienti che a causa dei loro atti malvagi compiuti in vite precedenti (in particolare quelli affini all'avidità e all'ingordigia) sono condannati a vivere in sembianze semi-umane inseguendo desideri basilari sempre inappagati. Vengono generalmente raffigurati con grandi ventri e bocche sproporzionalmente piccole, o con gole "sottili come uno spillo", così da rappresentare la loro impossibilità di soddisfare la fame e la sete. Vengono descritti alternativamente come affamati, ma condannati a vedere trasformare il cibo, una volta posto in bocca, in tizzoni ardenti.

Spesso confusi con gli abitanti del mondo Naraka si differenziano per vivere nello stesso mondo degli animali e degli umani, anche se la possibilità di vederli coi sensi è remota.

Per la loro salvezza si tiene la festa di Ullambana.

### Il mondoNaraka
Naraka नरक (sanscrito; pāli: Niraya निरय; cinese: 那落迦 o 捺落迦 Nàlùojiā e anche 地獄 Dì Yù; giapponese: 地獄 Jigoku o 奈落 Naraku; tibetano: དམྱལ་བ་ dmyal ba; thailandese: นรก nárók; malese: neraka) viene talora tradotto come "Inferno" o come "Purgatorio". Del secondo ha l'aspetto della transitorietà e non eternità, col primo condivide in parte l'immaginario.
 Gli esseri che rinascono nel Naraka sono coloro che in una vita precedente sono stati particolarmente propensi all'ira e all'odio, che li hanno spinti ad azioni crudeli, ad esempio l'omicidio.
Il mondo Naraka è considerato sotterraneo, e diviso in otto Naraka freddi e otto caldi. Nei primi si soffre per il gelo, nei secondi per le fiamme. In modo speculare al mondo dei Deva la durata della vita degli esseri nel mondo Naraka si allunga via via che si scende in profondità, proporzionalmente alla sofferenza, tanto che il mondo Naraka più spaventoso è l'ultimo, noto come Avīci.

Il voto del bodhisattva Kṣitigarbha comprende il liberare tutti gli enti intrappolati in Avīci.

Lattaccamento e i coefficienti karmici

## I dodici elementi della coproduzione condizionata
L'anello esterno della Ruota dell'esistenza presenta dodici immagini simboliche che rappresentano i dodici anelli della ruota della coproduzione condizionata. Queste, dall'alto in senso orario, sono:
- ignoranza: una vecchia cieca con bastone che esce di casa e si dirige verso un burrone.
- coefficienti karmici: un vasaio all'opera.
- coscienza: una scimmia che salta da una casa all'altra.
- nome e forma: rappresentati come due uomini su una barca in balia delle onde.
- sei basi dei sensi: una casa con sei finestre, che mettono in contatto col mondo esterno.
- contatto: una coppia che copula.
- sensazione: un uomo che corre con una freccia infilata in un occhio.
- brama: un uomo a tavola che alza un bicchiere di alcolico.
- attaccamento: una scimmia che coglie frutta da un albero.
- essere, divenire: una donna stesa che invita all'accoppiamento.
- nascita: una partoriente.
- vecchiaia e morte: un uomo porta sulle spalle un cadavere avvolto in un lenzuolo in un cimitero all'aperto tra cadaveri e animali.

## Yama
L'intera ruota viene rappresentata saldamente stretta dagli artigli di Yama, il Signore della Morte.

Al di sopra, in genere nell'angolo destro, viene raffigurato il Buddha Śākyamuni che indica verso un punto esterno, un altrove assoluto. Talora, in ambito Vajrayana, questo viene marcato con i simboli del Sole e della Mezzaluna. Altrimenti è possibile anche incontrare una rappresentazione di un Bodhisattva, ad indicare la sua volontà di aiuto e ausilio al messaggio del Buddha.